# Thomas Hiärne
Thomas Hiärne, névváltozatai: Tomas Hjärne, Hiärne, Hiærne, Hjärn, Hiaern (Skvorits, 1638 – Virtsu mõis, 1678) svéd nyelven alkotó észt történész, költő.

## Élete
Középiskolái elvégzése után Tartuban tanult tovább. Életéről kevés adat maradt fenn, 1666-ban ügyész volt Ingriában, s állítólag az öseli (ma: Saaremaa) lovagok mellett titkári teendőket látott el. Meteorológiai tárgyú munkákat is írt, de az utókor inkább mint történészt tartja számon. A balti tartományok történetét kutatta. Életében egyetlen történeti munkája sem jelent meg, Ehst-, lyf- und lettlandische geschichte című műve teljes terjedelmében 1835-ben jelent meg Karl Eduard Napiersky Monumenta Livoniæ antiquæ című sorozatában, hét kötetben. A Mitauban (ma: Jelgava) 1794-ben megjelent szemelvényes kiadást bezúzták. Hiärne munkája nagyon fontos forrás Svédország történelméhez, különösen részletesen ismerteti a 16. században történt orosz inváziókat és pusztítást. 
A rigai lovagok archívumában található Hiärne Livónia történelmével foglalkozó kézirata, a mecklenburg lovagrend könyvtára pedig a rigai érsekekről írt művét őrzi. Mint történészt Észtország Liviusának hívták, költőként Hedvig Charlotta Nordenflycht Ovidiushoz hasonlította. Kortársai is ismerték verseit, azonban Lyckones säkreste Afvel című alkotása kivételével (amely Per Hanselli Vitterhetssamling című gyűjteményében található) elvesztek, illetve lappanganak az ebben az időszakból fennmaradt, ismeretlen szerzőjű költemények közt. 1677-ben lefordította Jean Puget de la Serre az örökkévalóságról írt versét, ez arra utalhat, hogy megérezte korai halálát.

## Külső hivatkozások
- Lyckones säkreste Afvel című költeménye online változata
- Az Ehst-, lyf- und lettlandische geschichte 1794-es kiadásának online változata
- Az Ehst-, lyf- und lettlandische geschichte 1835-ös első teljes kiadásának online változata

## Fordítás
- Ez a szócikk részben vagy egészben  a   Thomas Hiärne című svéd Wikipédia-szócikk ezen változatának fordításán alapul.  Az eredeti cikk szerkesztőit annak laptörténete sorolja fel. Ez a jelzés csupán a megfogalmazás eredetét és a szerzői jogokat jelzi, nem szolgál a cikkben szereplő információk forrásmegjelöléseként.